# Júnior Moreno
Júnior Leonardo Moreno Borrero (ur. 20 lipca 1993 w San Cristóbal) – wenezuelski piłkarz pochodzenia argentyńskiego występujący na pozycji defensywnego pomocnika, reprezentant Wenezueli, od 2024 roku zawodnik saudyjskiego Al-Hazem.
Jego ojciec, Argentyńczyk Carlos Horacio Moreno, a także bracia Carlos Moreno i Marcelo Moreno również są piłkarzami.